# ثوم صخري
الثوم الصخري (باللاتينية: Allium calyptratum) نوع نباتي عشبي يتبع جنس الثوم من الفصيلة الثومية.

## الموئل والانتشار
ينتشر في بلاد الشام وتركيا.